# Mirko Corsano
Mirko Corsano, född 28 oktober 1973 i Casarano, är en italiensk volleybollspelare och -tränare. Corsano tog  brons vid OS 2000. Utöver det vann han guld vid VM 1998 samt vid flera EM. Även på klubbnivå vann han flera tävlingar på både europeisk och nationell nivå. Han gick 2012 över från att vara spelare till tränare och har sedan varit antingen assisterande tränare eller sportdirektör för olika lag.